# Golfe du Morbihan - Vannes Agglomération
Golfe du Morbihan - Vannes Agglomération est une communauté d'agglomération française, située dans le département du Morbihan, en région Bretagne.

## Histoire
Le 1er janvier 2017, la Communauté de communes de la Presqu'île de Rhuys, Loc'h Communauté et Vannes agglo fusionnent pour former une nouvelle intercommunalité, Golfe du Morbihan - Vannes Agglomération, avec plus de 160 000 habitants répartis dans 34 communes.

## Territoire communautaire

### Géographie
Située dans le centre  du département du Morbihan, l'intercommunalité Golfe du Morbihan - Vannes Agglomération regroupe 34 communes et s'étend sur 807,4 km2.

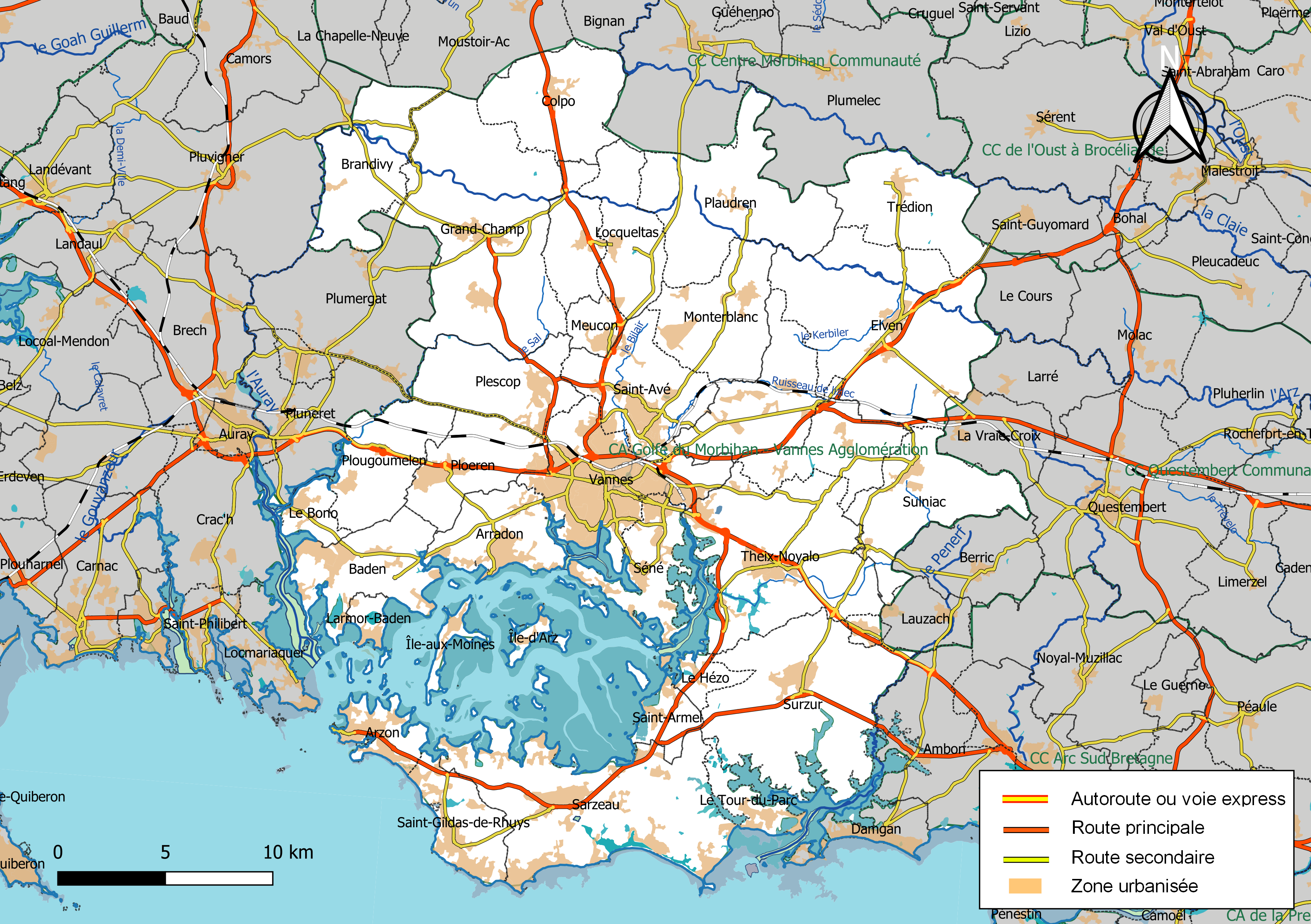
Carte de l'intercommunalité colfe du Morbihan - Vannes Agglomération au 1er janvier 2019.

### Composition

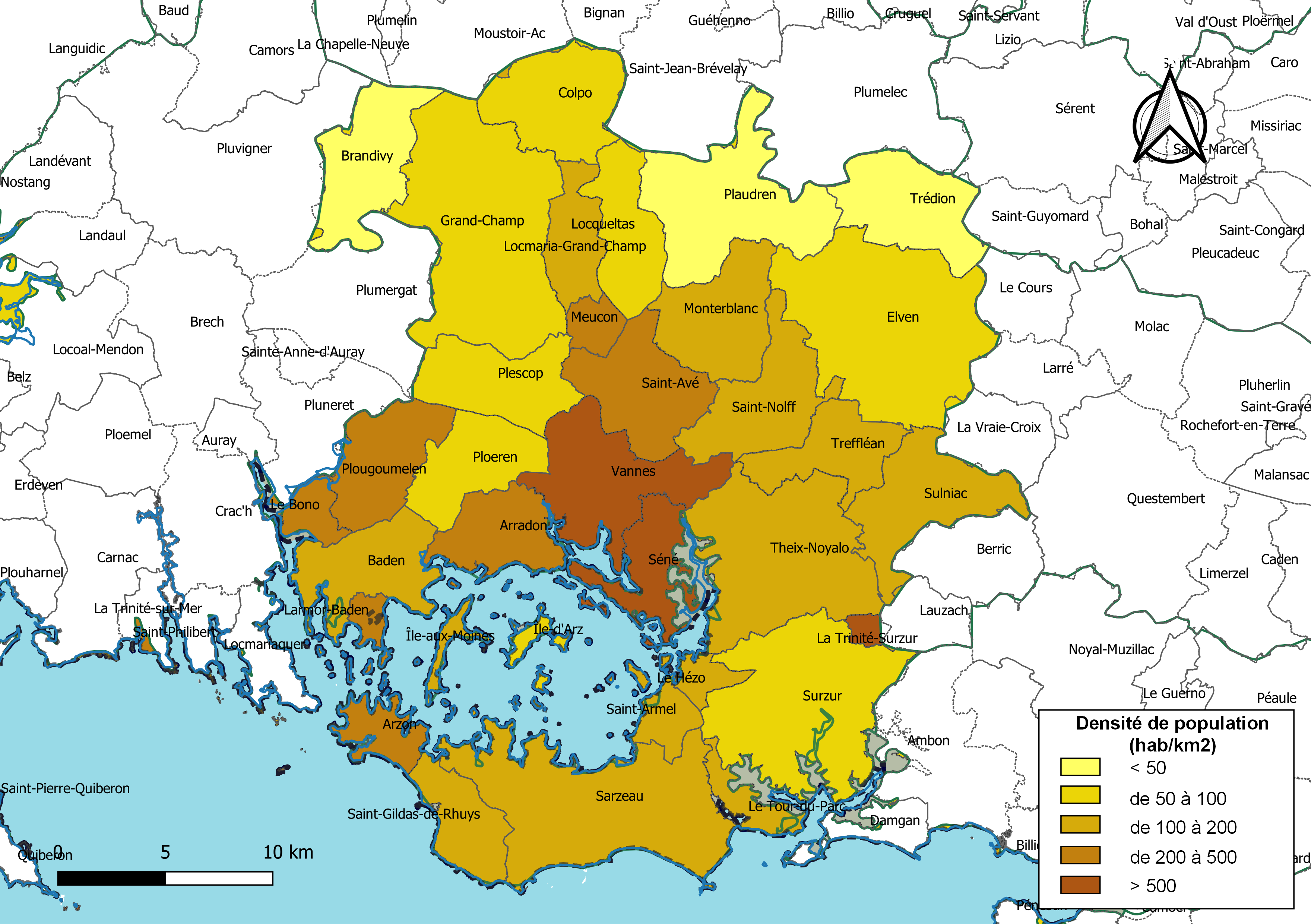
Carte des densités de population (millésimée 2016) des communes de l'intercommunalité Golfe du Morbihan - Vannes Agglomération. Composition en communes au 1er janvier 2019.

La communauté d'agglomération est composée des 34 communes suivantes :

| Nom                   | Code Insee | Gentilé                 | Superficie (km2) | Population (dernière pop. légale) | Densité (hab./km2) |
| --------------------- | ---------- | ----------------------- | ---------------- | --------------------------------- | ------------------ |
| Vannes (siège)        | 56260      | Vannetais               | 32,3             | 54 955 (2022)                     | 1 701              |
| Arradon               | 56003      | Arradonnais             | 18,49            | 5 820 (2022)                      | 315                |
| Arzon                 | 56005      | Arzonais                | 8,93             | 2 272 (2022)                      | 254                |
| Baden                 | 56008      | Badenois                | 23,53            | 4 864 (2022)                      | 207                |
| Le Bono               | 56262      | Bonovistes              | 5,96             | 2 594 (2022)                      | 435                |
| Brandivy              | 56022      | Brandivyens             | 25,88            | 1 423 (2022)                      | 55                 |
| Colpo                 | 56042      | Colpéens                | 26,48            | 2 258 (2022)                      | 85                 |
| Elven                 | 56053      | Elvinois                | 64,05            | 6 543 (2022)                      | 102                |
| Grand-Champ           | 56067      | Grégamistes             | 67,34            | 5 859 (2022)                      | 87                 |
| Le Hézo               | 56084      | Hézuviens               | 4,89             | 898 (2022)                        | 184                |
| Île-aux-Moines        | 56087      | Îlois                   | 3,2              | 632 (2022)                        | 198                |
| Île-d'Arz             | 56088      | Îledarais (ou Ildarais) | 3,3              | 317 (2022)                        | 96                 |
| Larmor-Baden          | 56106      | Larmoriens              | 3,93             | 891 (2022)                        | 227                |
| Locmaria-Grand-Champ  | 56115      | Locmariens              | 14,06            | 1 825 (2022)                      | 130                |
| Locqueltas            | 56120      | Locqueltais             | 19,46            | 1 980 (2022)                      | 102                |
| Meucon                | 56132      | Meuconais               | 5,73             | 2 278 (2022)                      | 398                |
| Monterblanc           | 56137      | Monterblancais          | 25,41            | 3 342 (2022)                      | 132                |
| Plaudren              | 56157      | Plaudrinois             | 41,07            | 1 970 (2022)                      | 48                 |
| Plescop               | 56158      | Plescopais              | 23,35            | 6 200 (2022)                      | 266                |
| Ploeren               | 56164      | Ploerinois              | 20,44            | 6 781 (2022)                      | 332                |
| Plougoumelen          | 56167      | Plougoumelenois         | 21,3             | 2 599 (2022)                      | 122                |
| Saint-Armel           | 56205      | Armelois                | 7,95             | 885 (2022)                        | 111                |
| Saint-Avé             | 56206      | Avéens                  | 26,09            | 12 173 (2022)                     | 467                |
| Saint-Gildas-de-Rhuys | 56214      | Gildasiens              | 15,28            | 1 784 (2022)                      | 117                |
| Saint-Nolff           | 56231      | Nolféens                | 25,92            | 3 952 (2022)                      | 152                |
| Sarzeau               | 56240      | Sarzeautins             | 60,23            | 9 068 (2022)                      | 151                |
| Séné                  | 56243      | Sinagots                | 19,94            | 9 265 (2022)                      | 465                |
| Sulniac               | 56247      | Sulnacois               | 27,92            | 3 847 (2022)                      | 138                |
| Surzur                | 56248      | Surzurois               | 57,29            | 5 110 (2022)                      | 89                 |
| Theix-Noyalo          | 56251      |                         | 52,06            | 8 476 (2022)                      | 163                |
| Le Tour-du-Parc       | 56252      | Parcais                 | 9,3              | 1 259 (2022)                      | 135                |
| Trédion               | 56254      | Trédionnais             | 25,76            | 1 369 (2022)                      | 53                 |
| Treffléan             | 56255      | Treffléanais            | 18,26            | 2 531 (2022)                      | 139                |
| La Trinité-Surzur     | 56259      | Trinitains              | 2,3              | 1 699 (2022)                      | 739                |

### Démographie
| 1968   | 1975   | 1982    | 1990    | 1999    | 2010    | 2015    | 2021    |
| ------ | ------ | ------- | ------- | ------- | ------- | ------- | ------- |
| 80 067 | 91 076 | 103 732 | 117 487 | 134 404 | 158 067 | 165 761 | 175 163 |

## Administration

### Siège
Le siège de la communauté d'agglomération est situé à Vannes.

### Conseil communautaire
Les 88 conseillers titulaires sont ainsi répartis selon le droit commun comme suit :
| Nombre de conseillers | Communes                                                       |
| --------------------- | -------------------------------------------------------------- |
| 26                    | Vannes                                                         |
| 5                     | Saint-Avé                                                      |
| 4                     | Sarzeau, Séné, Theix-Noyalo                                    |
| 3                     | Arradon, Elven, Grand-Champ, Plescop, Ploeren                  |
| 2                     | Baden, Monterblanc, Plougoumelen, Saint-Nolff, Sulniac, Surzur |
| 1 (+1 suppléant)      | les autres communes                                            |

### Élus
La communauté d'agglomération est administrée par son conseil communautaire constitué en 2020 de 88 conseillers communautaires, qui sont des conseillers municipaux représentant chacune des communes membres.
À la suite des élections municipales de 2020 dans le Morbihan, le conseil communautaire du 16 juillet 2020 a élu son président, David Robo, maire de Vannes, ainsi que ses 15 vice-présidents.
Le bureau est remanié le 18 février 2021 après la démission de Nadine Frémont, 8e vice-présidente, et fin 2023 à la suite de l'élection de M. Yves Bleunven comme sénateur du Morbihan et démissionnaire pour cause de cumul des mandats. À cette occasion, le nombre de vice-présidents passe de 15 à 14. Depuis cette date, la liste des vice-présidents est la suivante :
|     | Attributions                                                 | Identité            | Qualité                                 |
| --- | ------------------------------------------------------------ | ------------------- | --------------------------------------- |
| 1er | Mobilités, déplacements et infrastructures de transport      | Denis Bertholom     | Maire de Larmor-Baden                   |
| 2e  | Sport et loisirs                                             | Noëlle Chenot       | Maire de Surzur                         |
| 3e  | Solidarités et économie sociale et solidaire                 | Marylène Conan      | Maire de Sulniac                        |
| 4e  | Tourisme                                                     | Nadine Pèlerin      | Adjointe au maire de Vannes             |
| 5e  | Logement et habitat                                          | Jean-Marc Dupeyrat  | Maire de Sarzeau                        |
| 6e  | Climat, biodiversité, eau et assainissement                  | Thierry Eveno       | 1er adjoint au maire de Saint-Avé       |
| 7e  | Emploi, formation et jeunesse                                | Léna Berthelot      | Maire de Plougoumelen                   |
| 8e  | Voirie, travaux et bâtiments communautaires                  | Gérard Gicquel      | Maire d'Elven                           |
| 9e  | Enseignement supérieur, recherche et développement numérique | Patrice Kermorvant  | Conseiller municipal de Vannes          |
| 10e | Culture et équipements culturels                             | Nathalie Le Luherne | Maire de Plaudren                       |
| 11e | Urbanisme, planification et aménagement du territoire        | Pierre Le Ray       | Conseiller municipal délégué de Plescop |
| 12e | Finances et prospective financière                           | François Mousset    | Maire du Tour-du-Parc                   |
| 13e | Développement économique, agricole et aquacole               | Jean-Pierre Rivery  | Conseiller municipal de Vannes          |
| 14e | Collecte, valorisation et traitement des déchets             | Christian Sébille   | Maire de Theix-Noyalo                   |

Ensemble, ils forment le bureau communautaire pour la période 2020-2026.

### Liste des présidents
| Période         | Période         | Identité       | Étiquette         | Qualité |
| --------------- | --------------- | -------------- | ----------------- | --- |
| 9 janvier 2017  | 16 juillet 2020 | Pierre Le Bodo | UDI               | Président de Vannes agglo (2011 → 2016) Adjoint au maire de Vannes (2001 → 2017) Conseiller municipal de Vannes (1998 → 2020) |
| 16 juillet 2020 | En cours        | David Robo     | DVD puis Horizons | Maire de Vannes (2011 → ) Conseiller régional de Bretagne (2015 → 2021)                                                       |

### Régime fiscal et budget
Le régime fiscal de la communauté d'agglomération est la fiscalité professionnelle unique (FPU).